# Vice (film 2018)
Vice – amerykański komediodramat z 2018 roku w reżyserii Adama McKaya, który był także scenarzystą. Biografia byłego wiceprezydenta Stanów Zjednoczonych Dicka Cheneya.
Muzykę do filmu skomponował Nicholas Britell, zmontował go Hank Corwin, autorem zdjęć był Greig Fraser, scenografii Jan Pascale, a kostiumów Susan Matheson. Zdjęcia kręcono w Waszyngtonie oraz w Kalifornii.

## Obsada
Przygotowano na podstawie materiału źródłowego

- Christian Bale jako Dick Cheney
- Amy Adams jako Lynne Cheney
- Steve Carell jako Donald Rumsfeld
- Sam Rockwell jako George W. Bush
- Alison Pill jako Mary Cheney
- Lily Rabe jako Liz Cheney
- Tyler Perry jako Colin Powell
- Justin Kirk jako Lewis Libby
- LisaGay Hamilton jako Condoleezza Rice
- Eddie Marsan jako Paul Wolfowitz
- Bill Camp jako Gerald Ford
- Don McManus jako David Addington
- Stephen Adly Guirgis jako George Tenet
- Matthew Jacobs jako Antonin Scalia
- Adam Bartley jako Frank Luntz
- Kirk Bovill jako Henry Kissinger
- Jillian Armenante jako Karen Hughes
- Fay Masterson jako Edna Vincent
- Shea Whigham jako Wayne Vincent
- Alfred Molina jako kelner
- Joseph Beck jako Karl Rove
- Paul Perri jako Trent Lott
- Alex MacNicoll jako młody Dick Cheney
- Cailee Spaeny jako młoda Lynne
- Jesse Plemons jako Kurt, narrator
- Naomi Watts

## Nagrody i nominacje
Film zdobył 29 nagród i uzyskał 114 nominacji:

Oscar 2019:
- wygrana w kategorii za najlepszą charakteryzację i fryzury – Greg Cannom, Kate Biscoe, Patricia Dehaney
- 7 innych nominacji

Złoty Glob 2019:
- wygrana w kategorii dla najlepszego aktora w filmie komediowym lub musicalu – Christian Bale
- 5 innych nominacji

BAFTA 2019:
- wygrana w kategorii najlepszy montaż – Hank Corwin
- 5 innych nominacji